# 夢之島
夢之島（日语：／ Yumenoshima */?）是日本東京都江東區的地名，位於城東地域內。郵遞區號為〒 136-0081。

## 概要
「夢之島」是東京灣埋立14號地中，灣岸道路以北的部分。夢之島公園占據區域大部分地區。
14號地灣岸道路以南是新木場1丁目〜4丁目。北邊的夢之島大橋連接新砂。西邊與辰巳之間以曙運河為界，東邊與江戶川區臨海町之間以荒川為界。

## 地勢
夢之島地區大部分為公園、運動設施；公共設施，湾岸道路以南的新木場是則以辦公室為主。夢之島與西邊的辰巳擁有大面積綠地，夢之島公園擁有東京都內數一數二的綠地面積，宛如浮於海上的綠色之島。
近東京港，首都高速灣岸線與JR京葉線可直接到達千葉縣浦安市、船橋市、千葉市。藉由臨海線新木場站，可通往品川、台場。此外，夢之島大橋可前往深川下町地區。
地區西側有南北向的明治通通過，明治通西側是夢之島競技場、夢之島運動廣場。明治通東側大部分為夢之島公園，園內有東京運動文化館、東京都立第五福龍丸展示館、夢之島熱帶植物館等，地區東端有新江東清掃工場、夢之島碼頭，少年棒球場等。周邊的填海地多為倉庫與工廠，東雲、豐洲、潮見等地高層公寓大廈、辦公大樓林立。

## 歷史

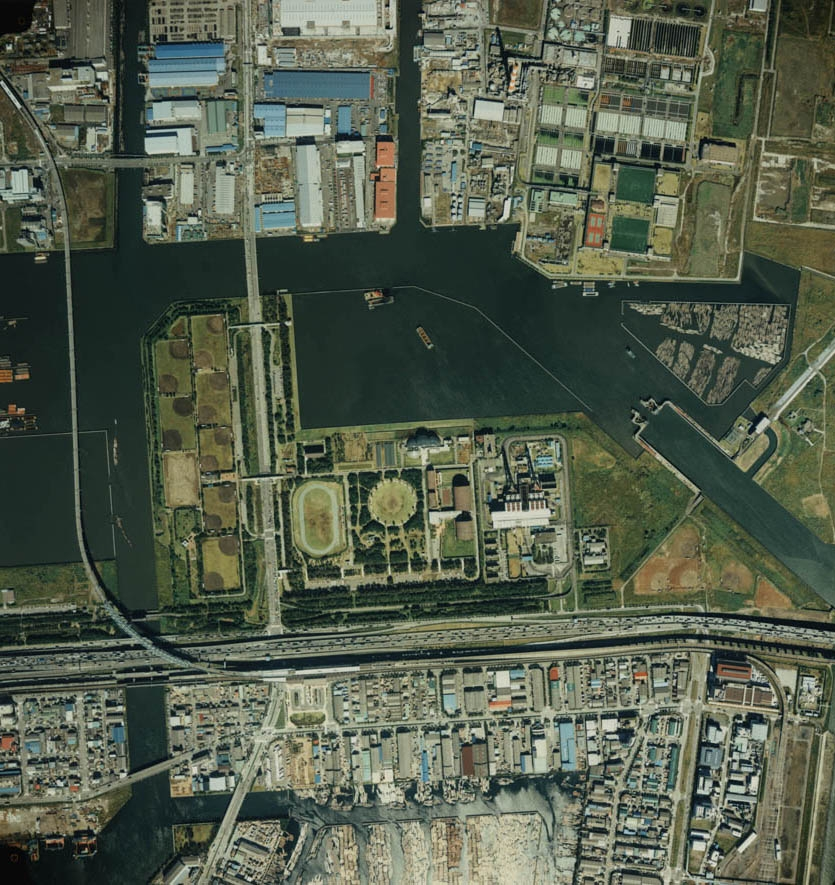
1989年夢之島空拍圖

戰前的1939年（昭和14年），為了在東京灣建設飛機場科始進行填海工程。1941年（昭和16年）因資材不足而中止工程，改為海水浴場。
1950年代，東京都内垃圾急增，東京都決定此地為垃圾填埋場，1957年（昭和32年）12月開始填埋，持續到1967年（昭和42年）。其中，1961年（昭和36年）7月23日北部發生大火，延燒面積達4平方公里。相當於當時總面積的40%。
1965年（昭和40年）7月16日，夢之島的大量蒼蠅隨著強勁南風擴散到江東區西南部一帶。由於政府的消毒作業無法完全解決，在警察、消防、自衛隊的協助之下，進行「夢之島焦土作戦」焚燒夢之島垃圾。
填埋結束後11年的1978年（昭和53年），東京都立夢之島公園開園。隨著整備的進行，一改過去的垃圾島氛圍，成為綠色之島，京葉線開通後成為人氣景點。
1975年（昭和50年）3月1日成為江東區正式町名。當時未設「丁目」，2009年（平成21年）11月1日實施住居表示，設夢之島一、二、三丁目。

## 名稱由來
最早預定作為飛機場，後來計畫改為遊樂園。或許因為這個原因，當時一些媒體將此地稱為「夢之島」，之後逐漸成為此地代稱。1969年（昭和44年）成為正式行政地名。

## 設施、觀光
- 東京都立夢之島公園
  - 江東區夢之島陸上競技場
  - 夢之島熱帶植物館
  - 東京體育文化館（日语：東京スポーツ文化館）
- 夢之島海之驛（日语：ゆめのしま海の駅）

## 繼續命名為夢之島的人工島
本來的夢之島是舊14號地，為垃圾填埋場，之後的垃圾填埋場也開始稱作「夢之島」。
- 夢之島 - 14號埋立地（江東區）（1957年〜1967年填埋）
- 若洲 - 15號埋立地（江東區）（1965年〜1974年填埋）
- 中央防波堤內側埋立地（日语：中央防波堤内側埋立地）（歸屬未決定）（1973年〜1987年填埋）
- 中央防波堤外側埋立地（日语：中央防波堤外側埋立地）（歸屬未決定）（1977年〜填埋至今）
- 新海面處分場（日语：新海面処分場）（歸屬未決定）（1999年〜填埋至今）

## 備註
1. ↑  . 江東区. 2017-12-01  [2017-12-20]. （原始内容存档于2021-03-01）.
2. 1 2  . 日本郵便.   [2017-12-20]. （原始内容存档于2021-02-14）.
3. ↑  . 総務省.   [2017-12-20]. （原始内容存档于2018-04-21）.
4. ↑  東京都港湾局. . 東京都. 1994: 304–305.
5. 1 2  日本経済新聞社・日経BP社. . NIKKEI STYLE.   [2018-06-22]. （原始内容存档于2021-02-14） （日语）.
6. 1 2  昭和災害史事典、P.13
7. ↑  『アサヒグラフ』1965年7月16日号
8. ↑  「ハエの天国」と呼ばれた夢の島 （页面存档备份，存于） 東京二十三区清掃一部事務組合
9. ↑  回答1-1 埋立処分場とは夢之島のこと? （页面存档备份，存于） 東京都環境局

## 外部連結
- 江東區官方網站（页面存档备份，存于）

35°38′56″N 139°49′48″E / 35.64889°N 139.83000°E